# マインタール
マインタール (ドイツ語: Maintal, ドイツ語発音: [ˈma͜intaːl]) は、ドイツ連邦共和国ヘッセン州マイン＝キンツィヒ郡の市である。本市は、同郡でハーナウに次いで2番目に大きな都市である。

## 地理

### 隣接する市町村
マインタールは、北はニーダードルフェルデンおよびシェーネック、東はハーナウ（以上、マイン＝キンツィヒ郡）、南は（いずれもマイン川を隔てて）ミュールハイム・アム・マイン（オッフェンバッハ郡）およびオッフェンバッハ（ルンペンハイム区）、西はフランクフルト・アム・マインのフェッヒェンハイム区およびベルゲン＝エンクハイム区と境を接している。

### 市の構成
マインタールは、ビショフスハイム、デルニヒハイム、ホーホシュタット（行政機関所在地）、ヴァッヒェンブーヒェンの各市区からなる。

## 歴史
マインタール市は、1974年7月1日にヘッセン州の地域再編に伴いデルニヒハイム市とビショフスハイム町、ホーホシュタット町、ヴァッヒェンブーヒェン町から形成された。合併前のアンケートでは、多くの住民が「マインシュタット」という市名を選んだ。

## 行政

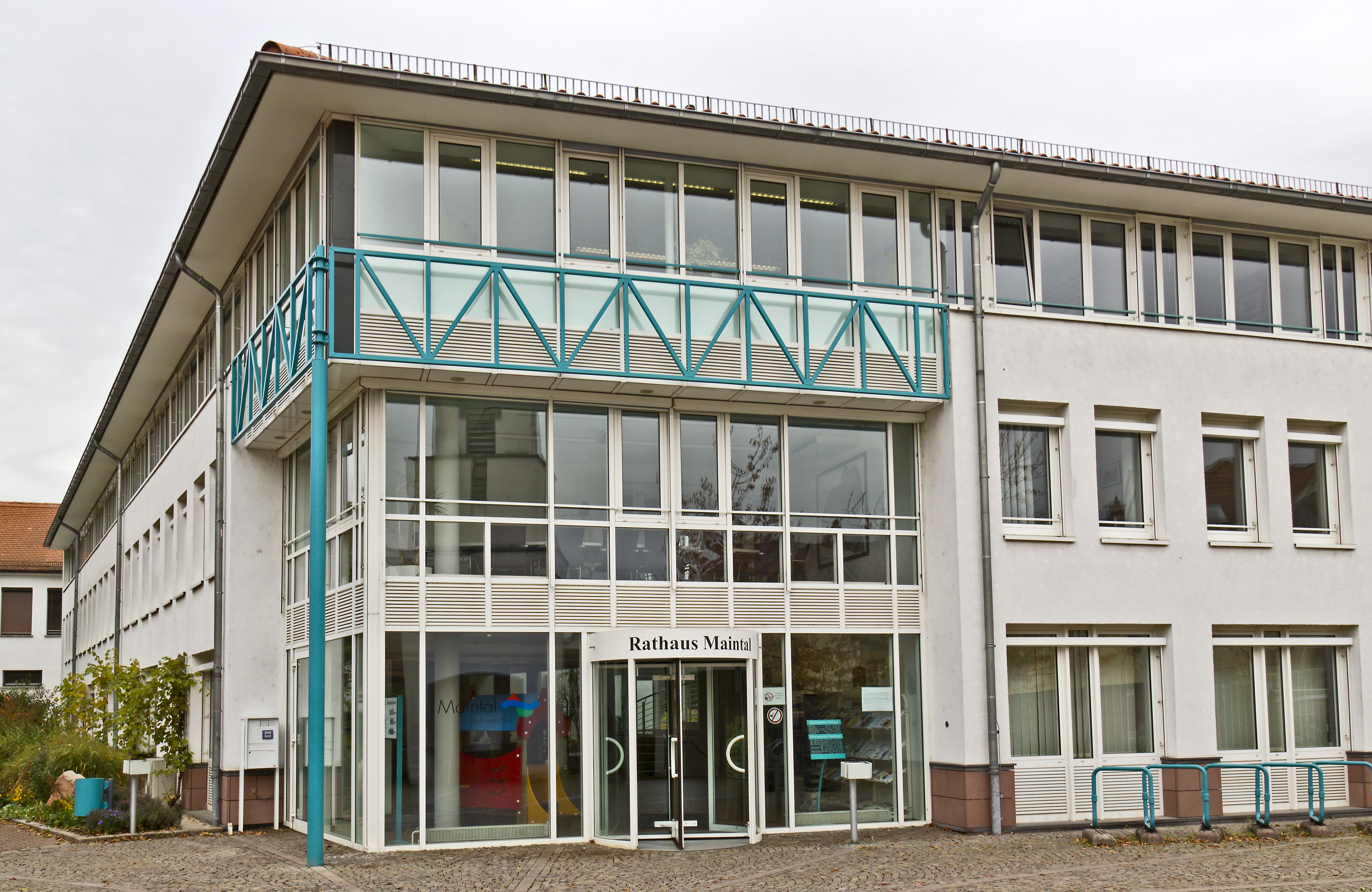
マインタール市庁舎

### 議会
マインタールの市議会は、45議席からなる。

### 首長
- 1974年 - 1983年　エルヴィン・ヘンケル (SPD)
- 1983年 - 1995年　ヴァルター・ウンガー (SPD)
- 1995年 - 2001年　エルハルト・ロールバッハ (CDU)
- 2001年 - 2003年　ドロテー・ディール (CDU)
- 2004年 - 2016年　エルハルト・ロールバッハ (CDU)
- 2016年 -　モニカ・ベッチャー（無所属）

### 姉妹都市
- リュイザン（フランス、ウール＝エ＝ロワール県）1974年4月11日
- モースブルク（オーストリア、ケルンテン州）1976年10月21日
- エステルゴム（ハンガリー、コマーロム・エステルゴム県）1993年7月15日
- カテリーニ（ギリシア、ピエリア県）1994年3月20日

## 経済
マインタールで最も有名な企業はおそらく Rasmussen GmbH（2006年以降は Norma Germany GmbH）であろう。この会社のチューブ・ジョイントは多くの自動車で使われている。自動車下請け会社、金属加工業者、小売業者やサービス業者がある大規模な産業地域は、ハーナウからも人が訪れている。中国のリレー製造業者 Xiamen Hongfa Electroacoustic は2003年に子会社の Hongfa Europe GmbH を設立した。マインタールにあるこの他の重要な企業には以下のものがある。
- Syngenta Agro GmbH
- Altec Lansing
- EurotaxSchwacke GmbH
- Drillisch AG
- DHL Freight GmbH
- Honeywell Regelsysteme GmbH

### 交通

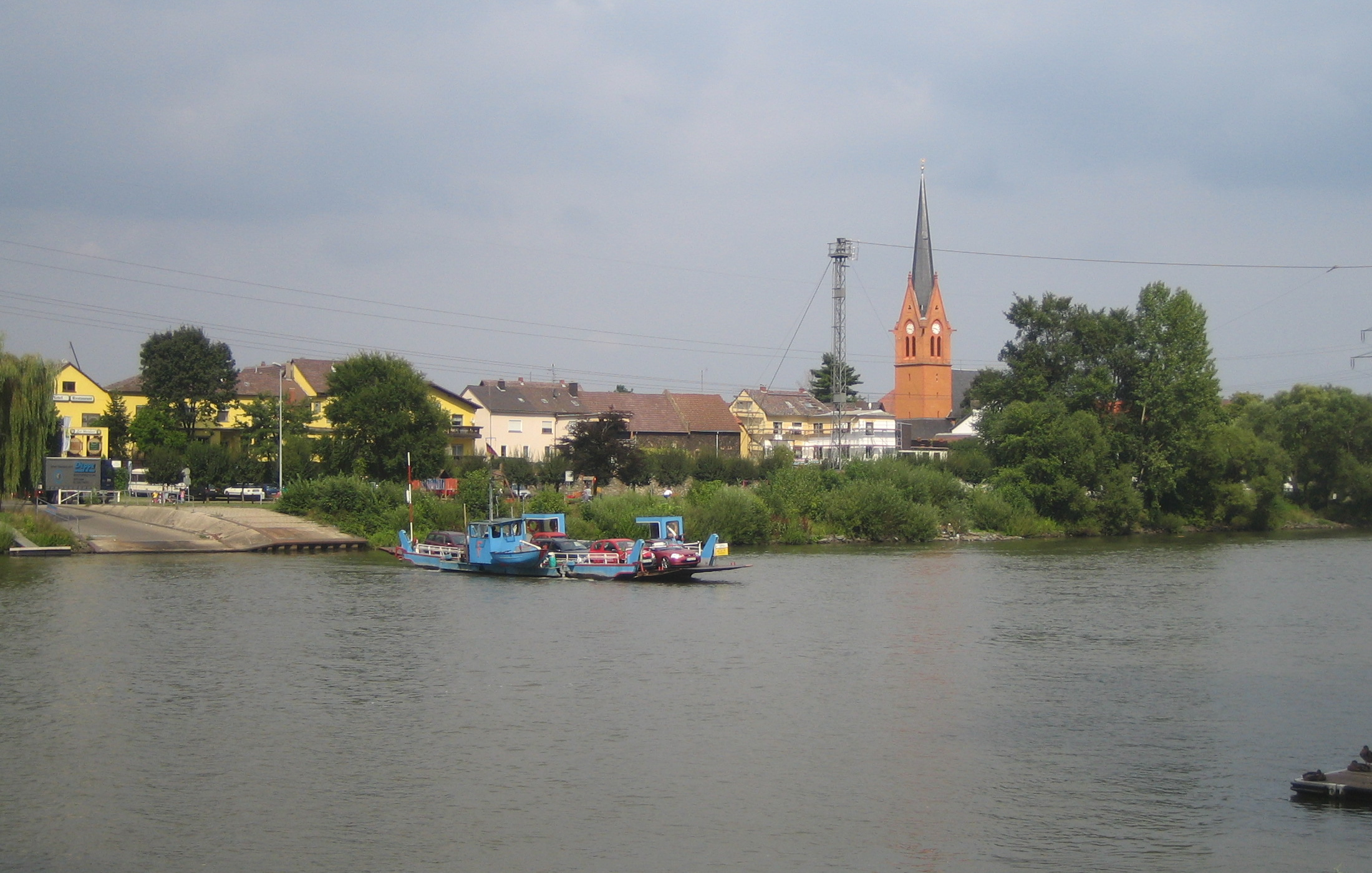
マインタールのデルニヒハイムとミュールハイム・アム・マインとを結ぶフェリー

#### 鉄道
マインタールは、鉄道フランクフルト - ハーナウ線（「ハーナウ鉄道」とも呼ばれる）によってフランクフルト・アム・マインおよびハーナウと結ばれている。マインタール西駅（1997年まではビショフスハイム＝ルンペンハイム駅）およびマインタール東駅（1997年まではホーホシュタット＝デルニヒハイム駅）が市内にある。

#### 道路
マインタールは、アウトバーン A66号線でフランクフルト・アム・マインと結ばれており、ハーナウ・ジャンクションを介して A45号線（ドルトムント - アシャッフェンブルク）に接続する。

#### フェリー
マインタールは、2つの自動車フェリーで、ミュールハイム・アム・マインおよびオッフェンバッハ市ルンペンハイム区と結ばれている。

#### バス路線
さらにマインタールには、各市区やフランクフルトUバーンのエンクハイム駅を結ぶバス路線網がある。フランクフルトのエンクハイム区には、Uバーン最終列車の時間までマインタールへの夜行バスが運行されている。マインタールを運行している10本のバス路線の内、7本をマインタール市交通局が運営している。

#### 航空
最寄りの大きな空港は、フランクフルト空港である。
最寄りの小さな飛行場はゲルンハウゼン飛行場である。グライダー飛行場はランゲンゼルボルトのランゲンゼルボルト飛行場である。

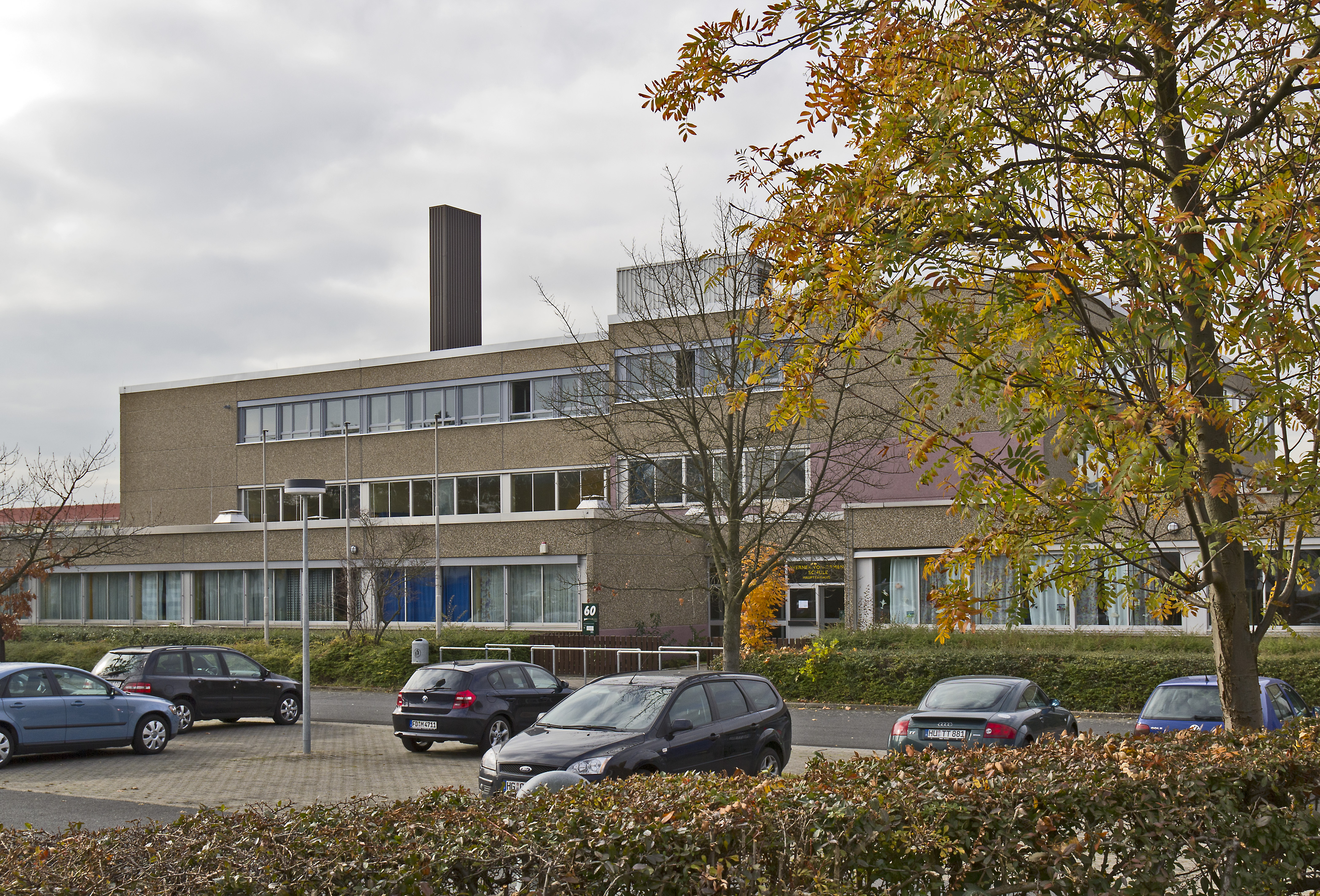
ヴェルナー＝フォン＝ジーメンス＝シューレ

### 教育
ビショフスハイム区には、連邦寒冷気候専門学校、2校の基礎課程学校（ヴィラ・クンターブント・シューレおよびヴァルトシューレ）、総合学校（エーリヒ＝ケストナー＝シューレ）、ギムナジウム（アルベルト＝アインシュタイン＝シューレ）がある。さらに、同区には欧州寒冷気候研究アカデミー (ESaK) がある。また、基礎課程学校児童や就学前の子供のための託児業者が多くある。ビショフスハイム保護者会 e.V. は、イタリアの医師マリア・モンテッソーリの理念に基づくモンテッソーリ教育の幼稚園を運営している。
デルニヒハイム区には基礎課程学校1校（ヴィルヘルム＝ブッシュ＝シューレ）、基礎課程・本課程・実科学校（ヴェルナー＝フォン＝ジーメンス＝シューレ）および養護学校（フリードリヒ＝フレーベル＝シューレ）がある。
ホーホシュタット区とヴァッヒェンブーヒェン区にはそれぞれ基礎課程学校が1校ずつ（フリッツ＝シューベルト＝シューレおよびビューヒャータールシューレ）ある。ホーホシュタットには、政治経済分野の教育プログラムに基づいて設立された民主主義教化のためのマインターラー協会もある。

## 文化と見所

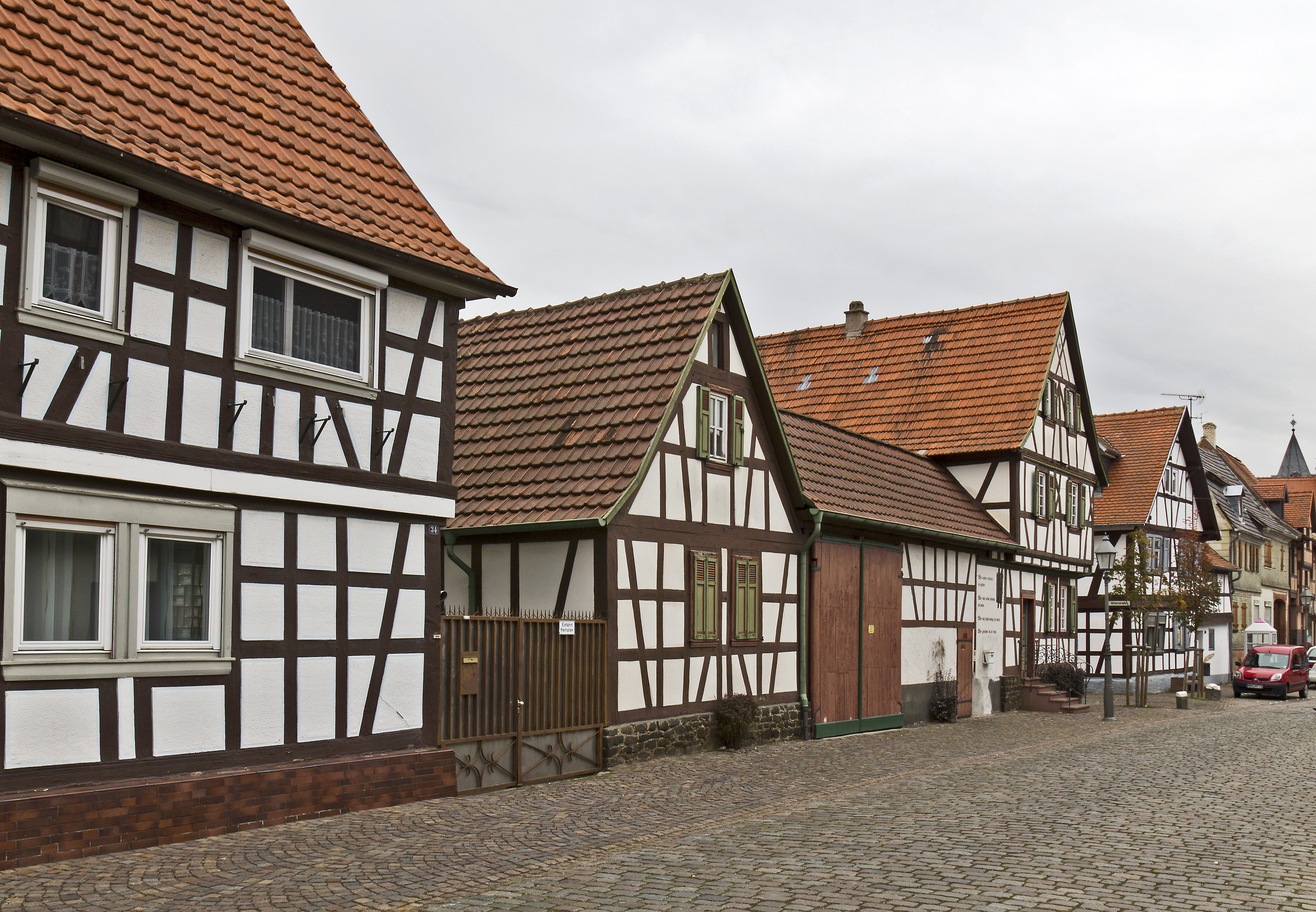
ホーホシュタットの木組み建築の町並み

### 文化
マインタールの文化生活は、サークル活動、教会組織、市の文化局や老人課が担っている。また、本市で開催される教会コンサート、街道祭、ホーホシュタットのクリスマスマーケット、アイアンマンレースは、この地域ではよく知られている。
マインタールの老人会はボランティアで活動している。その多彩な活動に関しては、広報紙やインターネットで報告がなされている。
マインタールは、全4市区の伝統サークルが参加するカーニバルと、毎年謝肉祭の土曜日にデルニヒハイムで開催されるパレードでも知られている。

### 環境
2010年11月29日、市長のエルハルト・ロールバッハは、「自然保護のための100自治体憲章」に署名した。ヘッセン州の持続戦略の中でマインタールは、エネルギー節減とエネルギー効率向上、再生可能エネルギー利用の促進を自らの目標として課した。

## 引用
1. ↑  Hessisches Statistisches Landesamt: Bevölkerung in Hessen am 31.12.2023 (Landkreise, kreisfreie Städte und Gemeinden, Einwohnerzahlen auf Grundlage des Zensus 2011)]
2. ↑  Max Mangold, ed (2005). Duden, Aussprachewörterbuch (6 ed.). Dudenverl. p. 528. ISBN 978-3-411-04066-7
3. ↑  2011年3月27日の市議会議員選挙結果、ヘッセン州統計局（2012年12月2日 閲覧）